# Joaquim Alberto Taquelim
Joaquim Alberto Taquelim CvIP (Lagos, 25 de Novembro de 1877 — Lagos, 8 de Abril de 1950), foi um professor português.

## Biografia

### Primeiros anos e educação
Joaquim Alberto Taquelim nasceu a 31 de Janeiro de 1877 na freguesia de Santa Maria, concelho de Lagos, distrito de Faro, tendo como pais António da Cruz Taquelim e Maria José Taquelim.

### Carreira profissional
Exerceu como professor dos ensinos primário e secundário durante 54 anos, tendo-se notabilizado pela sua competência. Fundou igualmente dois estabelecimentos de ensino particulares no concelho de Lagos.
Também exerceu como juiz substituto da Tutoria da Infância de Lagos.

### Família e falecimento
Casou com Judite da Conceição Pereira.
Joaquim Alberto Taquelim faleceu na sua habitação, na Rua Conselheiro Joaquim Machado, em 8 de Abril de 1950. Na sequência da sua morte, o Jornal de Lagos publicou um artigo de pesar, onde o recordou como «uma das figuras mais prestimosas da nossa terra» e «um exemplo de trabalho, de honestidade e de dedicação á sua profissão».

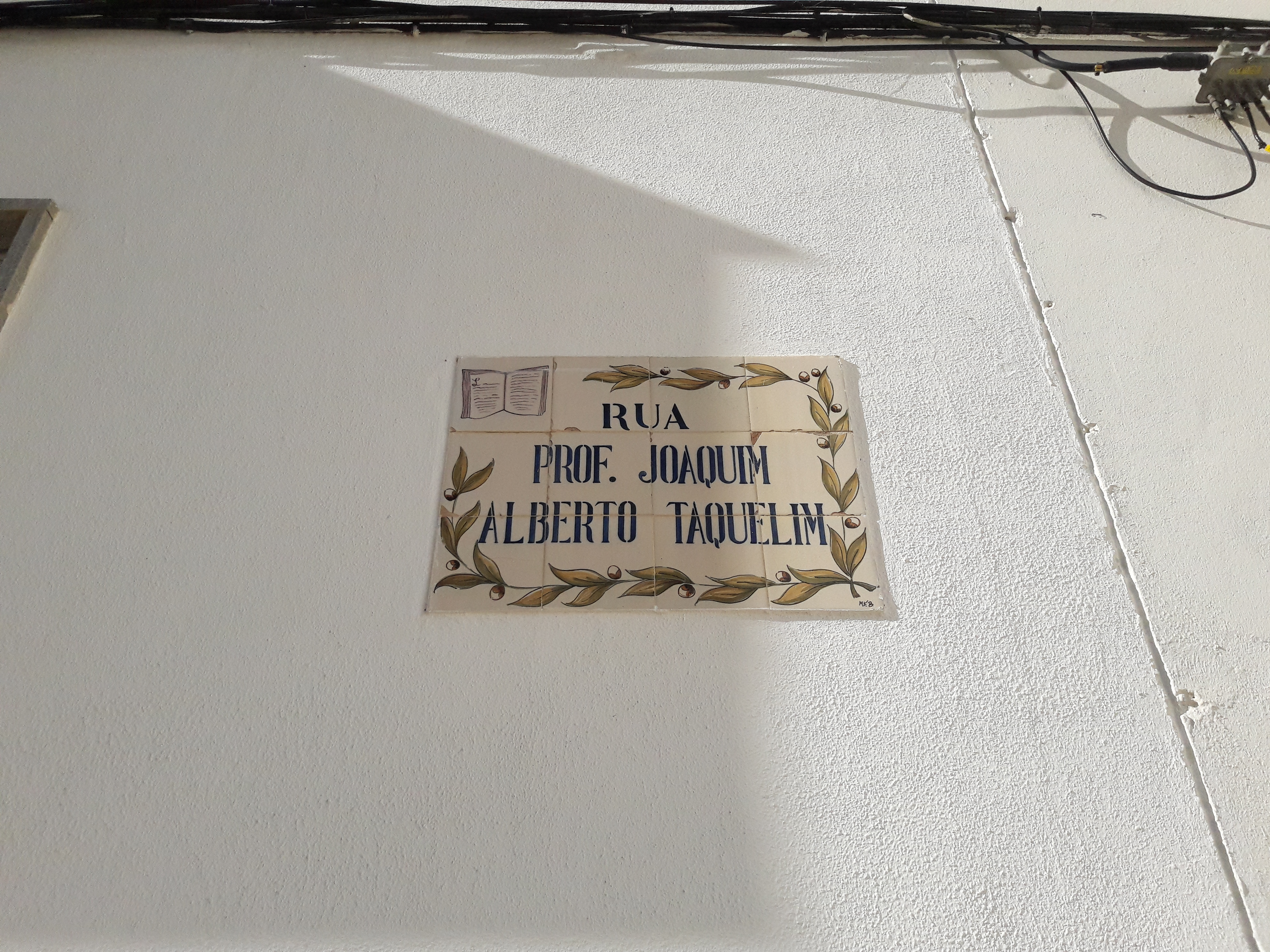
Placa toponímica da Rua Prof. Joaquim Alberto Taquelim, na cidade de Lagos.

## Homenagens
Joaquim Alberto Taquelim foi agraciado, a 31 de Julho de 1946, com o grau de Cavaleiro da Ordem da Instrução Pública. A condecoração foi entregue pelo Governador Civil, Antero Albano da Silva Cabral, no dia 25 de Agosto desse ano, data em que completou cinquenta anos de exercício como professor.
Em 12 de Abril de 1967, uma das ruas da cidade de Lagos recebeu o nome de Prof. Joaquim Alberto Taquelim, em sua homenagem.